# Anthurium pauciflorum
Anthurium pauciflorum är en kallaväxtart som beskrevs av Thomas Bernard Croat. Anthurium pauciflorum ingår i släktet Anthurium och familjen kallaväxter. Inga underarter finns listade.